# Ljustjärnen (Grythyttans socken, Västmanland, 660131-142917)
Ljustjärnen är en sjö i Hällefors kommun i Västmanland och ingår i Göta älvs huvudavrinningsområde.